# 평안도
평안도(平安道)는 조선 시대의 행정 구역이다. 현재의 조선민주주의인민공화국 평양직할시, 평안남도, 평안북도, 자강도, 남포특별시, 량강도 일대를 포괄하는 지명으로, 관서 지방에 해당한다. 옛 조선의 감영 소재지는 평양부(현재의 조선민주주의인민공화국 평양직할시)였다. 평안이란 평양시와 안주시의 머리글자를 합하여 만든 지명이다.
평안도는 한반도에서 고조선과 위만조선이 건국되었다. 이무렵 북쪽은 부여, 동쪽은 동예, 남쪽은 마한과 접하고 있었다. 고려 말기에 형성된 서북면(西北面)이 전신이며 1413년에 평안도가 형성되었다. 조선 초기에 전국의 행정 구역을 8도로 정할 때 평안도는 평안동도와 평안서도로 구분되었다.
1895년(고종 32년)에 8도제를 23부제로 변경함에 따라 평양·의주·강계의 3부로 되었고, 1896년에 13도제로 개편함에 따라 청천강을 경계로 하여 평안남도와 평안북도로 나뉘었다.

## 직제 및 행정 구역
《경국대전》에서 평안도의 관할로 1부 1대도호부 3목 6도호부 18군 13현을 규정하고 있으며, 평양 부윤이 평안도 관찰사를, 영변 대도호부사가 절도사를 겸임한다고 규정하였다. 
| 수령과 그 품계                    | 경국대전 (1484) | 대전통편 (1785)·대전회통 (1865) |
| --------------------------------- | --------------- | ------------------------------- |
| 부: 부윤(府尹), 종2품             | 1:              | 2:                              |
| 부: 대도호부사(大都護府使), 정3품 | 1:              | 1:                              |
| 목: 목사(牧使), 정3품             | 3:              | 2:                              |
| 부: 도호부사(都護府使), 종3품     | 6:              | 14:                             |
| 군: 군수(郡守), 종4품             | 18:             | 12:                             |
| 현: 현령(縣令), 종5품             | 8:              | 6:                              |
| 현: 현감(縣監), 종6품             | 5:              | 5:                              |
| 비고                              |                 | 이산→초산                       |